# رونی توبر
رونی توبر (به آلمانی: Ronny Teuber) بازیکن فوتبال و دروازه‌بان اهل آلمان شرقی بود که از سال ۱۹۹۰ میلادی عضو تیم ملی فوتبال آلمان شرقی بوده‌است. وی در ۱ بازی ملی حضور داشته و در بازی‌های ملی‌اش گلی به ثمر نرساند. رونی توبر آخرین بازی ملی خود را در سال ۱۹۹۰ میلادی انجام داد.